# Cizeta Automobili

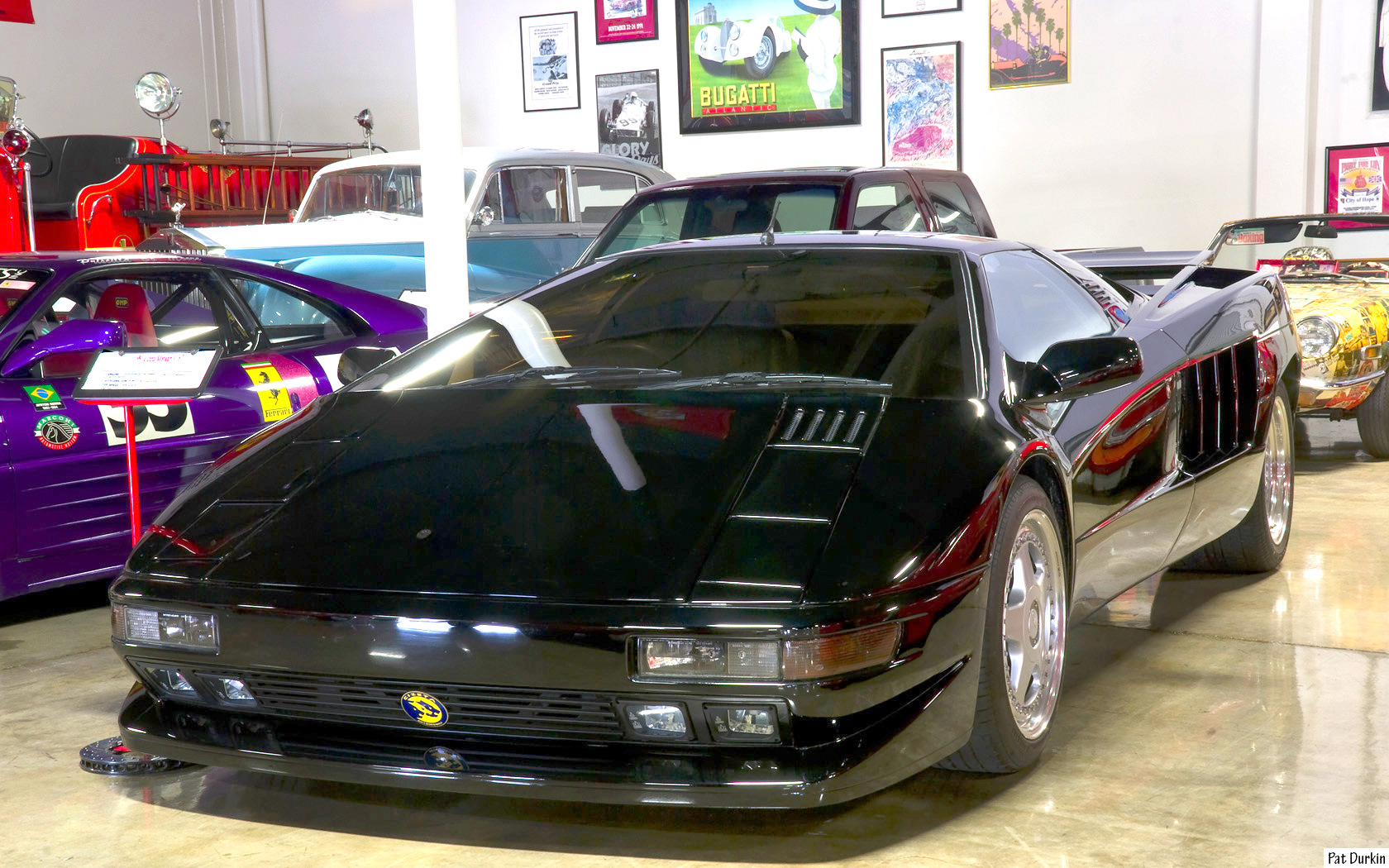
Cizeta V16T

Cizeta Automobili SpA, zuvor Cizeta Moroder Motors Srl, war ein italienischer Hersteller von Automobilen.

## Unternehmensgeschichte
Claudio Zampolli und Giorgio Moroder gründeten 1988 in Modena das Unternehmen Cizeta Moroder Motors Srl und begannen mit der Entwicklung von Automobilen, die als Cizeta-Moroder vermarktet werden sollten. Der Namensteil Cizeta bezieht sich auf die Initialen C und Z von Claudio Zampolli, italienisch Ci Zeta gesprochen. Als Giorgio Moroder das Unternehmen verließ, folgte eine Umbenennung in Cizeta Automobili SpA. 1995 endete die Produktion nach nur acht hergestellten Exemplaren.
Claudio Zampolli ging nach dem Produktionsende in Italien in die USA, gründete in Kalifornien das neue Unternehmen Cizeta Automobili U.S.A. und stellte Neufahrzeuge im Kundenauftrag her. Er starb 2021 im Alter von 82 Jahren.

## Fahrzeuge
Das einzige Modell war der Cizeta V16T. Dies war ein Supersportwagen, entworfen von Marcello Gandini. Für den Antrieb sorgte ein Sechzehnzylindermotor.